# AEA Explorer
Die AEA Explorer (manchmal auch als Explorer Explorer bezeichnet) ist ein Mehrzweckflugzeug des australischen Herstellers Aero Engineers Australia.

## Geschichte und Konstruktion
Die Explorer ist ein einmotoriger abgestrebter Hochdecker mit einziehbarem Bugradfahrwerk und konventionellem Leitwerk. Der als Explorer 350R bezeichnete Prototyp flog erstmals am 23. Januar 1998 und begann anschließend eine Werbetour durch Australien und die USA. Die Explorer wird gegenwärtig in zwei Versionen angeboten – die turbopropgetriebene Version 500T (die erste flog im Jahr 2000) und die gestreckte Version der 500T, die 750T für einen Piloten und sechzehn Passagiere. Das Unternehmen plant, in Zukunft auch Schwimmer für die Maschine anzubieten.
In Texas wurde das Tochterunternehmen Explorer Aircraft gegründet, um das Flugzeug am US-Markt zu vermarkten.

## Technische Daten
| Kenngröße             | Daten (500T)                                                       |
| --------------------- | ------------------------------------------------------------------ |
| Besatzung             | 1                                                                  |
| Passagiere            | 10                                                                 |
| Länge                 | 9,68 m                                                             |
| Spannweite            | 14,43 m                                                            |
| Höhe                  | 4,72 m                                                             |
| Flügelfläche          | 18,36 m²                                                           |
| Flügelstreckung       | 11,3                                                               |
| Leermasse             | 1724 kg                                                            |
| max. Startmasse       | 2812 kg                                                            |
| Reisegeschwindigkeit  | 333 km/h                                                           |
| Höchstgeschwindigkeit | 380 km/h                                                           |
| Dienstgipfelhöhe      | 7620 m                                                             |
| Reichweite            | 1759 km                                                            |
| Triebwerke            | 1 × Turboproptriebwerk Pratt & Whitney Canada PT6A-135B mit 450 kW |